# Сент-Дэвид (графство)
Сент-Дэвид (англ. Saint-David) — бывшее графство на территории Тринидада и Тобаго.

## География и административное деление
Площадь графства составляла 202 кв. километров. Граничило с графствами Сент-Андру и Сент-Джордж, а также имело выход к Атлантическому океану и Карибскому морю.
В составе региона был лишь единственный уорд — Токо

## Разделение
В 1990 году все графства были упразднены, а их территория перешла к различным регионам. Территория этого графства перешла к региону Сангре-Гранде.